# 松圭区
松圭區是坦尚尼亞的31個区之一，面積為27,656平方公里。松圭區南部與尚比亞及馬拉威相臨，魯夸湖是宋韋區西部的主要水域，2012年，松圭區人口總共有998,862人。